# Worcester Fragments
I Worcester Fragments sono una collezione di musica medioevale composta a Worcester in Inghilterra.

## Storia
I Worcester Fragments sono composti da 25 brevi pezzi di musica vocale. Sono detti "fragments" (frammenti) in quanto non presenti in un unico manoscritto, ma sono stati assemblati da fogli diversi nei secoli successivi.
Questi pezzi antichi furono, ad un certo momento, raggruppati in diverse raccolte e salvati in diversi libri che hanno legami storici con Worcester. Una volta riconosciuto che questi frammenti sparsi provenivano dalla stessa fonte, è stato possibile metterli insieme, anche se molto materiale è andato perduto.
I pezzi datano dal tardo XIII al primo XIV secolo. Nessuno di essi dura più di cinque minuti, mentre i più brevi non durano più di un minuto. Essi sono dimostrazione di diverse forme musicali del periodo e comprendono conductus e mottetti.
15 fogli originali dei Worcester Fragments sono stati recuperati da associazioni tardo-medievali della cattedrale di Worcester e sono ora esposti alla ora alla Bodleian Library di Oxford.